# Kansas City Board of Trade

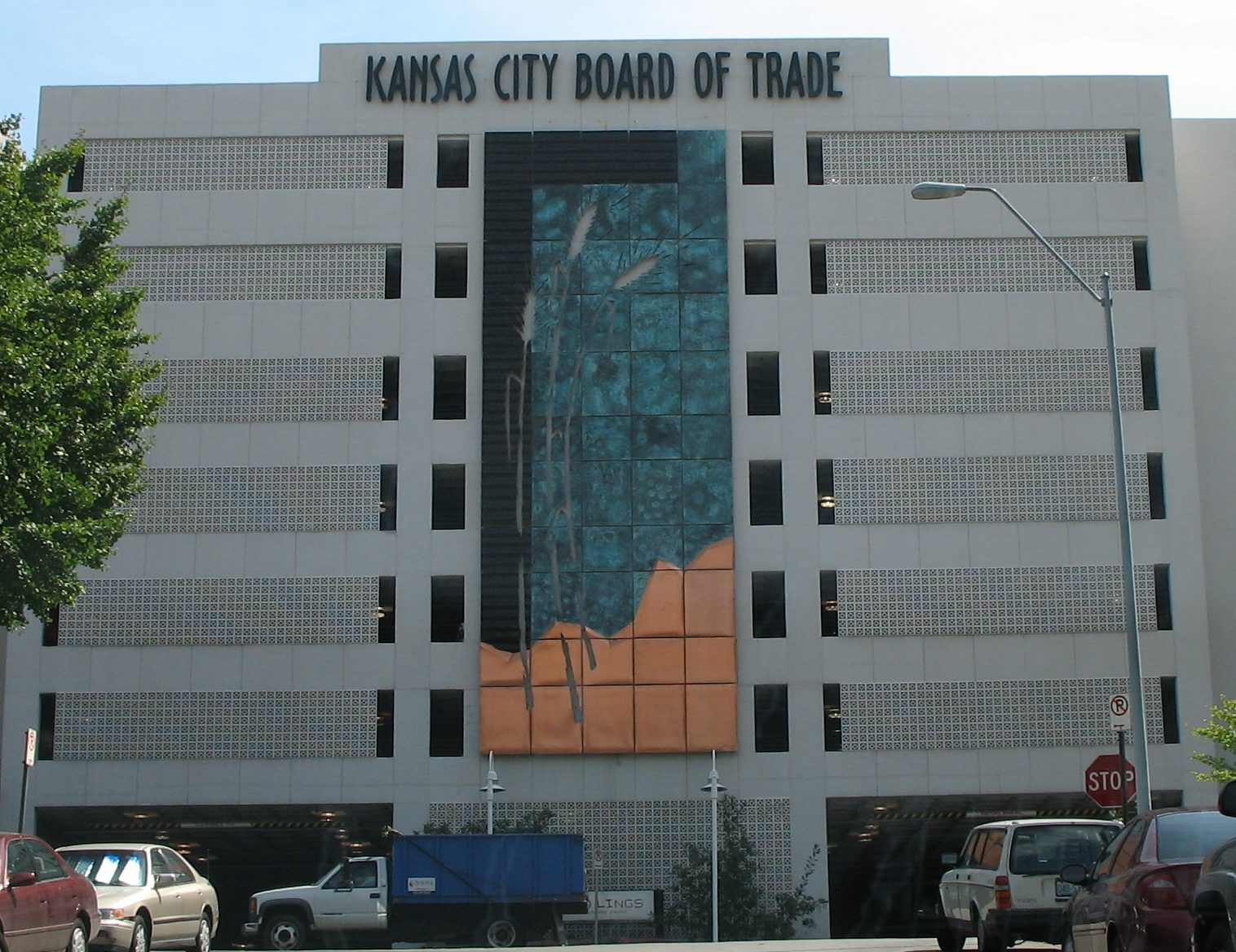
Das Gebäude der KCBT

Die Kansas City Board of Trade (KCBT) in 4800 Main Street in Kansas City (Missouri), ist eine Rohstofffutures und Optionsbörse, die von der Commodity Futures Trading Commission (CFTC) reguliert wird. Die Börse wurde 1856 kurz nach der eigentlichen Gründung der Stadt Kansas City und diente zuerst als Handelskammer. Im Dezember 2006 feierte die KCBT ihr 150-jähriges Bestehen.